# 吳寅 (弘治乙卯舉人)
吳寅（15世紀—16世紀），字敬夫，南直隸蘇州府常熟縣人，明朝政治人物。

## 生平
吳寅是弘治八年（1495年）乙卯科應天鄉試第四十六名舉人，在會試落榜，在國子監祭酒劉震引薦下試授武昌同知，當時劉六、劉七、趙鐩等人叛亂，官軍為抓拿叛黨進入武昌，他勸諭制止人民惶恐奔走，並準備調戰令人民安定，趙鐩變換服裝藏在境內，他又設詭計擒拿對方送到北京；以政績封贈父母，再丁父母憂，服闋後改任河東都轉運使司同知，因清謹與御史不和遭彈劾遭罷官，他文詞出眾，寫下文集若干卷，去世後常熟知縣令馮汝弼前往弔唁，並協辦其喪禮。

## 引用
1. 1 2  康熙《常熟縣志·卷十七·邑人》：吳寅，字敬夫，入鄉校即領薦，會試不第，國學祭酒劉震程其文首學，試授武昌府同知，巨盜劉六、劉七、趙鐩殘河汴，官捕之急入于鄂，民皆避迸，寅出諭止之，調戰守其民以無恐，趙鐩變形服匿境內，寅設詭計擒之械致于京，以政最獲封父母，先後丁父母憂，服闋遷河東都轉運使司同知，凡為鹺司多損譽，寅蒞職謹名特起，御史與寅不咸加捃劾，寅亦馳奏以辨竟解職還，單車上道至無以為行，鄉人之巡撫河南者佽助之，文詞敏瞻有集若干卷，卒縣令馮汝弼往弔之，見其清約且周其喪云。
2. ↑  康熙《常熟縣志·卷十一·選舉年表》：（弘治）八年乙卯（舉人）……吳寅 敬夫，河南鹽運司同知，見邑人